# 吉川芳和
吉川 芳和（よしかわ よしかず、1955年7月6日 - ）は、日本の技術者、実業家。株式会社NIPPO代表取締役社長。

## 人物・経歴
岐阜県出身。1974年岐阜県立多治見北高等学校卒業。1979年名古屋工業大学工学部卒業、日本鋪道（現NIPPO）入社。関東第一支店工事部長を経て、2012執行役員北海道支店長。2015年取締役兼常務執行役員総合技術部・エンジニアリング部・建築事業統括部・関東建築支店・海外支店管掌。2016年代表取締役常務執行役員技術本部長、建築事業本部長、開発事業本部長、 海外支店、環境安全・品質保証部管掌。2018年から代表取締役社長を務め、海外事業の伸展をはかった。